# Đô thị tại Quảng Ninh
Đô thị tại Quảng Ninh là những thành phố, thị xã, thị trấn được các cơ quan nhà nước có thẩm quyền ra quyết định thành lập và xếp loại. Hiện Quảng Ninh đang có năm loại đô thị: từ loại I đến loại V. Trong số 13 đô thị có 1 đô thị loại I (Thành phố Hạ Long), 3 đô thị loại II (các thành phố Uông Bí, Cẩm Phả, Móng Cái), 2 đô thị loại III (thị xã Quảng Yên và thành phố Đông Triều), 3 đô thị loại IV (thị trấn Cái Rồng, huyện Vân Đồn; thị trấn Quảng Hà, huyện Hải Hà; thị trấn Tiên Yên, huyện Tiên Yên), 4 đô thị loại V (Bình Liêu, Ba Chẽ, Đầm Hà, Cô Tô).

## Quá trình hình thành
Năm 1883, Pháp chiếm vùng vịnh Hạ Long, họ tiến hành khai thác than ở các mỏ trên bờ vịnh. Có ý kiến cho rằng do trên các đảo ở đây có nhiều cây gai nên người Pháp gọi là lle des brouilles, phiên âm là Hon Gai hay Hon Gay, sau đổi thành Hòn Gai.
Từ năm 1906, Móng Cái là tỉnh lỵ của tỉnh Hải Ninh cũ.
Sau Cách mạng tháng 8 năm 1945, thị xã Hồng Gai thủ phủ của vùng mỏ. Cuối năm 1946, người Pháp tái chiếm Hòn Gai. Sau hiệp định Genève 1954, thị xã Hồng Gai lại là thủ phủ của khu Hồng Quảng. Ngày 17 tháng 6 năm 1958, xã Thành Công thuộc huyện Hoành Bồ được sáp nhập vào thị xã Hồng Gai.
Vào cuối thời Pháp thuộc, Móng Cái là thủ phủ của Xứ Nùng tự trị từ năm 1947 đến 1954.
Ngày 1 tháng 2 năm 1955, thị xã Móng Cái được tái lập và trở thành tỉnh lị của tỉnh Hải Ninh. Nhưng từ ngày 30 tháng 10 năm 1963, sau khi tỉnh Hải Ninh hợp nhất với khu Hồng Quảng thành tỉnh Quảng Ninh, thị xã Móng Cái trở thành thị trấn Móng Cái, là huyện lỵ của huyện Hải Ninh.
Ngày 12 tháng 11 năm 1956, thị xã Cẩm Phả chính thức được thành lập trực thuộc khu Hồng Quảng, gồm 7 phường.
Ngày 28 tháng 10 năm 1961, Chính phủ Việt Nam dân chủ cộng hòa ra Nghị định 181/CP thành lập thị xã Uông Bí trực thuộc Khu Hồng Quảng (một tỉnh cũ, trước khi sáp nhập với Hải Ninh thành tỉnh Quảng Ninh), gồm 3 xã: Đồng Tiến, Nam Khê, Phương Nam. Ngày 26 tháng 9 năm 1966, chuyển 2 xã Thượng Yên Công và Phương Đông thuộc huyện Yên Hưng về thị xã Uông Bí quản lý
Ngày 23 tháng 2 năm 1977, thành lập thị trấn Ba Chẽ thuộc huyện Ba Chẽ và thị trấn Bình Liêu thuộc huyện Bình Liêu.
Ngày 16 tháng 1 năm 1979, chia thị trấn Bãi Cháy thành 2 thị trấn: Bãi Cháy và Giếng Đáy.
Ngày 10 tháng 9 năm 1981, thành lập thị trấn Cái Rồng thuộc huyện Cẩm Phả (từ năm 1994 thuộc huyện Vân Đồn).
Ngày 27 tháng 12 năm 1993, Chính phủ ban hành Nghị định số 102/CP, thành phố Hạ Long được chính thức thành lập trên cơ sở thị xã Hòn Gai.
Ngày 20 tháng 7 năm 1998, Thủ tướng Chính phủ ra Nghị định số 52/1998/NĐ-CP, thành lập lại thị xã Móng Cái trên cơ sở toàn bộ diện tích tự nhiên và dân số của huyện Hải Ninh.
Ngày 25 tháng 8 năm 1999, thành lập thị trấn Cô Tô thuộc huyện Cô Tô.
Ngày 26 tháng 9 năm 2003, thành phố Hạ Long được công nhận là đô thị loại 2.
Năm 2005, thị xã Cẩm Phả được công nhận là đô thị loại III.
Ngày 8 tháng 6 năm 2007, Bộ xây dựng ban hành Quyết định số 864/QĐ-BXD, công nhận thị xã Móng Cái, tỉnh Quảng Ninh là đô thị loại III.
Ngày 1 tháng 2 năm 2008, thị xã Uông Bí đã được Bộ Xây dựng ra quyết định công nhận là đô thị loại III.
Ngày 24 tháng 09 năm 2008, Chính phủ ban hành Nghị định 03/NĐ-CP thành lập thành phố Móng Cái trên cơ sở toàn bộ diện tích tự nhiên và dân số của thị xã Móng Cái.
Năm 2010, thị trấn Quảng Hà, huyện Hải Hà được công nhận là đô thị loại V.
Ngày 25 tháng 2 năm 2011, Chính phủ ban hành Nghị quyết số 12/NQ-CP thành lập thành phố Uông Bí trên cơ sở toàn bộ diện tích tự nhiên và dân số của thị xã Uông Bí.
Ngày 18 tháng 5 năm 2011, Bộ Xây dựng công nhận thị trấn Mạo Khê, huyện Đông Triều, tỉnh Quảng Ninh là đô thị loại IV.
Ngày 25 tháng 11 năm 2011, Chính phủ ban hành Nghị quyết số 100/NQ-CP tái lập thị xã Quảng Yên trên cơ sở toàn bộ diện tích tự nhiên và dân số của huyện Yên Hưng .
Ngày 21 tháng 2 năm 2012, Chính phủ ban hành Nghị quyết số 04/NQ-CP thành lập thành phố Cẩm Phả thuộc tỉnh Quảng Ninh trên cơ sở toàn bộ diện tích tự nhiên, dân số và các đơn vị hành chính trực thuộc của thị xã Cẩm Phả.
Năm 2012, thị trấn Cái Rồng (huyện Vân Đồn) và thị trấn Đầm Hà (huyện Đầm Hà) được công nhận đạt đô thị loại V.
Ngày 10 tháng 10 năm 2013, Chính phủ ban hành Quyết định số 1838/QĐ-TTg công nhận thành phố Hạ Long là đô thị loại 1 trực thuộc tỉnh Quảng Ninh.
Ngày 28 tháng 11 năm 2013, Thủ tướng Chính phủ Nguyễn Tấn Dũng đã ký quyết định số 2306/QĐ-TTg về việc công nhận thành phố Uông Bí thuộc tỉnh Quảng Ninh là đô thị loại II
Ngày 7 tháng 7 năm 2014, Bộ Xây dựng đã công nhận đô thị Đông Triều mở rộng là đô thị loại IV trực thuộc tỉnh Quảng Ninh.
Ngày 12 tháng 2 năm 2015, Bộ Xây dựng đã công nhận thị trấn Trới là đô thị loại IV trực thuộc tỉnh Quảng Ninh.
Ngày 11 tháng 3 năm 2015, Ủy ban Thường vụ Quốc hội ban hành Nghị quyết số 892/NQ-UBTVQH13 thành lập thị xã Đông Triều trên cơ sở toàn bộ diện tích tự nhiên và dân số của huyện Đông Triều.
Ngày 17 tháng 4 năm 2015, Thủ tướng Chính phủ ban hành Quyết định số 505/QĐ-TTg công nhận thành phố Cẩm Phả là đô thị loại II trực thuộc tỉnh Quảng Ninh.
Tháng 8 năm 2015, thị trấn Cái Rồng mở rộng được công nhận đạt đô thị loại IV.
Ngày 19 tháng 9 năm 2018, Thủ tướng Chính phủ ban hành Quyết định số 1206/QĐ-TTg công nhận thành phố Móng Cái là đô thị loại II trực thuộc tỉnh Quảng Ninh.
Ngày 17 tháng 12 năm 2019, huyện Hoành Bồ sáp nhập vào thành phố Hạ Long, thị trấn Trới chuyển thành phường Hoành Bồ thuộc thành phố Hạ Long.
Ngày 2 tháng 7 năm 2020, thị xã Quảng Yên được công nhận là đô thị loại III và thị trấn Tiên Yên mở rộng được công nhận là đô thị loại IV.
Ngày 28 tháng 8 năm 2020, thị xã Đông Triều được công nhận là đô thị loại III.
Ngày 18 tháng 11 năm 2021 thị trấn Quảng Hà mở rộng được công nhận là đô thị loại IV.
Ngày 28 tháng 9 năm 2024, Ủy ban Thường vụ Quốc hội ban hành Nghị quyết về việc sắp xếp đơn vị hành chính cấp huyện, xã giai đoạn 2023 – 2025 của tỉnh Quảng Ninh (nghị quyết có hiệu lực từ ngày 1 tháng 11 năm 2024). Theo đó, thành lập thành phố Đông Triều thuộc tỉnh Quảng Ninh trên cơ sở toàn bộ diện tích tự nhiên và dân số của thị xã Đông Triều.

## Các đô thị
| STT  | Tên đô thị                                               | Loại đô thị                                              | Trực thuộc                                               | Diện tích (km²)                                          | Dân số (người)                                           | Mật độ dân số (người/km²)                                | Vai trò | Số phường                                                | Số xã                                                    | Hình ảnh                                                 |
| ---- | -------------------------------------------------------- | -------------------------------------------------------- | -------------------------------------------------------- | -------------------------------------------------------- | -------------------------------------------------------- | -------------------------------------------------------- | --- | -------------------------------------------------------- | -------------------------------------------------------- | -------------------------------------------------------- |
| 1    | Thành phố Hạ Long                                        | Loại I                                                   | Tỉnh Quảng Ninh                                          | 1.119,12                                                 | 300.267                                                  | 268                                                      | Thành phố tỉnh lỵ, đóng vai trò trung tâm chính trị, kinh tế, văn hóa, xã hội của tỉnh, trung tâm của vùng Duyên hải Bắc Bộ và vùng kinh tế trọng điểm phía Bắc, thành phố dịch vụ, du lịch biển quốc tế, có kỳ quan thiên nhiên thế giới vịnh Hạ Long.           | 21                                                       | 12                                                       |                                                          |
| 2    | Thành phố Uông Bí                                        | Loại II                                                  | Tỉnh Quảng Ninh                                          | 252,3                                                    | 120.982                                                  | 480                                                      | Thành phố có vị trí đặc biệt quan trọng về quốc phòng, an ninh, là tuyến phòng thủ phía đông Bắc của quốc gia, trung tâm Phật giáo Việt Nam, trung tâm giáo dục của tỉnh, đồng thời là thành phố quan trọng trong chiến lược chống biến đổi khí hậu của quốc gia. | 9                                                        | 1                                                        |                                                          |
| 3    | Thành phố Móng Cái                                       | Loại II                                                  | Tỉnh Quảng Ninh                                          | 519,6                                                    | 125.000                                                  | 241                                                      | Trung tâm biên mậu, giao thương kinh tế, văn hóa, xã hội của tỉnh Quảng Ninh nói riêng và Việt Nam nói chung với Trung Quốc, thành phố địa đầu Tổ quốc. | 8                                                        | 9                                                        | Cửa khẩu Móng Cái                                        |
| 4    | Thành phố Cẩm Phả                                        | Loại II                                                  | Tỉnh Quảng Ninh                                          | 386,5                                                    | 190.232                                                  | 492                                                      | "Thủ đô" Than của Việt Nam, cái nôi truyền thống và văn hóa người thợ mỏ nói riêng, giai cấp công nhân Việt Nam nói chung, thành phố cũng là trung tâm về nhiệt điện, cảng biển của tỉnh Quảng Ninh                                                               | 13                                                       | 3                                                        |                                                          |
| 5    | Thành phố Đông Triều                                     | Loại III                                                 | Tỉnh Quảng Ninh                                          | 397,2                                                    | 179.902                                                  | 401                                                      | Thành phố cửa ngõ phía Tây năng động, một trung tâm công nghiệp và nông nghiệp chất lượng cao của tỉnh Quảng Ninh. | 13                                                       | 6                                                        |                                                          |
| 6    | Thị xã Quảng Yên                                         | Loại III                                                 | Tỉnh Quảng Ninh                                          | 337,57                                                   | 139.596                                                  | 444                                                      | Trung tâm văn hóa lịch sử của tỉnh Quảng Ninh gắn với sông Bạch Đằng, cửa ngõ phía tây nam với nhiều cơ hội phát triển mới trong tương lai không xa của tỉnh. | 11                                                       | 8                                                        |                                                          |
| 7    | Thị trấn Cái Rồng                                        | Loại IV                                                  | Huyện Vân Đồn, Tỉnh Quảng Ninh                           | 8,8                                                      | 6.583                                                    | 748                                                      | Trung tâm chính trị, kinh tế, văn hóa, xã hội của huyện Vân Đồn, cốt lõi của Đặc khu kinh tế Vân Đồn trong tương lai gần. |                                                          |                                                          |                                                          |
| 8    | Thị trấn Quảng Hà                                        | Loại IV                                                  | Huyện Hải Hà, tỉnh Quảng Ninh                            |                                                          |                                                          |                                                          | Trung tâm kinh tế, chính trị, văn hóa, xã hội của huyện Hải Hà, một cực đô thị của liên khu kinh tế Móng Cái - Hải Hà. |                                                          |                                                          |                                                          |
| 9    | Thị trấn Tiên Yên                                        | Loại IV                                                  | Huyện Tiên Yên, Tỉnh Quảng Ninh                          | 7,07                                                     | 7.206                                                    | 1.019                                                    | Trung tâm kinh tế, chính trị, văn hóa, xã hội của huyện Tiên Yên, trung tâm tiểu vùng phía Đông của tỉnh, nơi bắt đầu của quốc lộ 4 chạy khắp các tỉnh biên giới phía Bắc.                                                                                        |                                                          |                                                          |                                                          |
| 10   | Thị trấn Đầm Hà                                          | Loại V                                                   | Huyện Đầm Hà, Tỉnh Quảng Ninh                            | 3,37                                                     | 5.958                                                    | 1.768                                                    | Trung tâm chính trị, kinh tế, văn hóa, xã hội của huyện Đầm Hà |                                                          |                                                          |                                                          |
| 11   | Thị trấn Cô Tô                                           | Loại V                                                   | Huyện Cô Tô, Tỉnh Quảng Ninh                             | 6,5                                                      | 2.010                                                    | 309                                                      | Trung tâm kinh tế, chính trị, văn hóa, xã hội của huyện Cô Tô, đô thị biển phát triển trong tương lai. |                                                          |                                                          |                                                          |
| 12   | Thị trấn Bình Liêu                                       | Loại V                                                   | Huyện Bình Liêu, Tỉnh Quảng Ninh                         |                                                          |                                                          |                                                          | Trung tâm kinh tế, chính trị, văn hóa, xã hội của huyện Bình Liêu |                                                          |                                                          |                                                          |
| 13   | Thị trấn Ba Chẽ                                          | Loại V                                                   | Huyện Ba Chẽ, tỉnh Quảng Ninh                            | 6,99                                                     | 3.874                                                    | 554                                                      | Trung tâm kinh tế, chính trị, văn hóa, xã hội của huyện Ba Chẽ |                                                          |                                                          |                                                          |
| Tổng | 13 đô thị, 4 thành phố, 2 thị xã, 7 thị trấn (72 phường) | 13 đô thị, 4 thành phố, 2 thị xã, 7 thị trấn (72 phường) | 13 đô thị, 4 thành phố, 2 thị xã, 7 thị trấn (72 phường) | 13 đô thị, 4 thành phố, 2 thị xã, 7 thị trấn (72 phường) | 13 đô thị, 4 thành phố, 2 thị xã, 7 thị trấn (72 phường) | 13 đô thị, 4 thành phố, 2 thị xã, 7 thị trấn (72 phường) | 13 đô thị, 4 thành phố, 2 thị xã, 7 thị trấn (72 phường) | 13 đô thị, 4 thành phố, 2 thị xã, 7 thị trấn (72 phường) | 13 đô thị, 4 thành phố, 2 thị xã, 7 thị trấn (72 phường) | 13 đô thị, 4 thành phố, 2 thị xã, 7 thị trấn (72 phường) |